# Pachyramphus viridis
Pachyramphus viridis là một loài chim trong họ Tityridae.